# Tri Rod
De Tri Rod was een kleine Nederlandse trike die werd ontwikkeld door autocoureur Hans Deen.
De Tri Rod was voorzien van dikke terreinbanden en ondanks zijn chopperachtige uiterlijk meer geschikt voor terreinwerk. Hij werd aangedreven door een 98cc-aggregaatmotortje. Waarschijnlijk is het apparaat nooit in productie gegaan.